# Bronisław Braun
Bronisław Salomon Braun (ur. 28 września 1898 w Rzeszowie, zm. 1969) – polski lekarz hematolog.

## Życiorys
Ukończył studia medyczne na Uniwersytecie Jagiellońskim, gdzie w 1926 uzyskał dyplom lekarza wszech nauk lekarskich. Od 1926 praktykował w Klinice Chorób Wewnętrznych Uniwersytetu Jagiellońskiego, od 1927 do 1937 był asystentem w tej klinice. W 1932 otrzymał państwowe stypendium naukowe i wyjechał do Zurychu, gdzie pracował jako hematolog w Klinice Chorób Wewnętrznych, a następnie w Instytucie Badań nad Rakiem w Berlinie. Od 1941 do 1948 był starszym ordynatorem szpitala wojennego, później wojskowego. Od 1948 w Wielkiej Brytanii, członek Polskiego Towarzystwa Naukowego na Obczyźnie.
Dorobek naukowy Bronisława Samuela Brauna stanowi 18 prac naukowych wydanych drukiem.